# Gmina Gjerbës
Gmina Gjerbës (alb. Komuna Gjerbës) – gmina położona w środkowej części Albanii. Administracyjnie należy do okręgu Skrapar w obwodzie Berat. W 2011 roku populacja gminy wynosiła 813, 393 kobiety oraz 420 mężczyzn, z czego Albańczycy stanowili 98,05% mieszkańców.
W skład gminy wchodzi czternaście miejscowości: Barç 1, Barç 2, Floq, Rehovë, Gradec, Grëmsh, Gjerbës, Gjogovicë, Kuç, Mëlovë, Strafickë, Ujanik, Vishanj, Zaloshnjë.